# Parabita
Parabita es una localidad italiana de la provincia de Lecce, región de Apulia, con 8.761 habitantes.
Situada en el interior del Salento, al este de Gallipoli, la ciudad tiene orígenes inciertos, pero su fundación se remonta probablemente a la época normanda. En su territorio se encuentra el yacimiento paleolítico de la Grotta delle Veneri, conocido por el descubrimiento de dos estatuillas de hueso de buey que representan Venus paleolíticas.

### Origen del nombre
Según la hipótesis más acreditada, el topónimo deriva del neogriego παρα-βατα (para-bata) con el significado de «cerca de un paso» o «cerca de un paso»[6] en relación con la construcción de la primitiva aldea en el paso de los invernaderos salentinos atravesado por la antigua calzada mesapio-romana de Gallipoli a Otranto y custodiado por la ciudad. Otras hipótesis atribuibles a la existencia de una antigua ciudad de Bavota supuestamente legendaria han sido ampliamente refutadas por la crítica histórica moderna. El topónimo Bavota no sería más que una transcripción errónea del nombre griego de la ciudad de Vaste, Βαῡστα, (Bausta), donde el transcriptor confundió una «sigma» (σ) con una «omicron» (o), convirtiendo el topónimo Bausta (Vaste) en una inexistente Bauota.

## Historia
El territorio parabitano, como todos los territorios del bajo Salento, ha estado habitado desde la antigüedad: la presencia del hombre en esta zona se remonta probablemente a hace 80 000 años. Con toda probabilidad, se trataba de homínidos pertenecientes a la especie Homo Neanderthalensis. Así lo confirmó el descubrimiento de algunos sílex en varias cuevas de la zona. Los descubrimientos realizados durante el siglo XX, algunos fragmentos óseos y las dos estatuillas (Veneri di Parabita) de hueso de buey o caballo que representan a mujeres embarazadas y datan de hace entre 12.000 y 14.000 años, se remontan al Homo Sapiens Sapiens, que apareció en el sur de Apulia hace unos 35.000 años, en el Paleolítico Superior.
Tolomeo (siglo II d. C.), en su Geographia, y al describir las ciudades mesápicas, no hace mención alguna de la supuesta Bavota antes mencionada.  
La ciudad se construyó probablemente en época normanda, reproduciendo el trazado urbano propio de la época, y murallas defensivas con cuatro puertas (Porta di Lecce al norte, Porta di Gallipoli al oeste, Porta Falsa al este y otra puerta al sur cuyo nombre se desconoce).
Con la llegada del feudalismo, varios linajes ostentaron el dominio del feudo. En 1231, la aldea de Parabita pertenecía a Bernardo Gentile da Nardò, ahorcado en 1269 por apoyar la causa suaba contra los angevinos. El feudo fue asignado por Carlos de Anjou al francés Giovanni de Tillio (Jean Du Till), al mismo tiempo que el vecino Matino. Le sucedieron sus hijos en 1280. Después perteneció a Niccolò Aldimari y en el siglo XIV a la familia Sanseverino. En 1378, el feudo de Parabita y el «pequeño» Matino (una pequeña aldea situada probablemente entre Parabita y Matino que desapareció en el siglo XV) pertenecían a la familia angevina D'Aspert. A principios del siglo XV, la aldea se incluyó en las enormes propiedades de Ottino de Caris junto con las de Grottaglie, Copertino, Galatone, Fulcignano, Castrignano, Bagnolo, Maruggio, Monacizzo, Aradeo y Collemeto. A la muerte de De Caris en 1423, Parabita pasó a formar parte de las inmensas posesiones de los señores feudales Orsini del Balzo de Ugento, que la mantuvieron durante más de un siglo. En 1484, Parabita fue ocupada por los venecianos que se habían hecho con Gallipoli. 
A principios del siglo XVI, a raíz de la guerra entre franceses y españoles en el contexto de las disputas dinásticas y las reivindicaciones sobre los territorios italianos entre Francisco I y Carlos V, los Del Balzo perdieron sus derechos sobre el casale, que a partir de 1531 pasó a ser gestionado por la Hacienda Real y en 1535 fue adquirido por Pirro Branai (Granai) Castriota, hijo de Giovanni y descendiente de Vrana Konti, quien se encargó de la renovación del castillo a cargo del arquitecto Evangelista Menga. El feudo fue administrado por esta familia hasta que en 1678 fue embargado por las autoridades fiscales por deudas, y en 1689 fue vendido en subasta pública al duque Domenico Ferrari. A su muerte, pasó a su sobrino Giuseppe y a sus descendientes, que fueron los últimos señores feudales de Parabita hasta las leyes de subversión de la feudalidad, promulgadas entre 1806 y 1808.

## Monumentos y lugares de interés

### Arquitectura religiosa

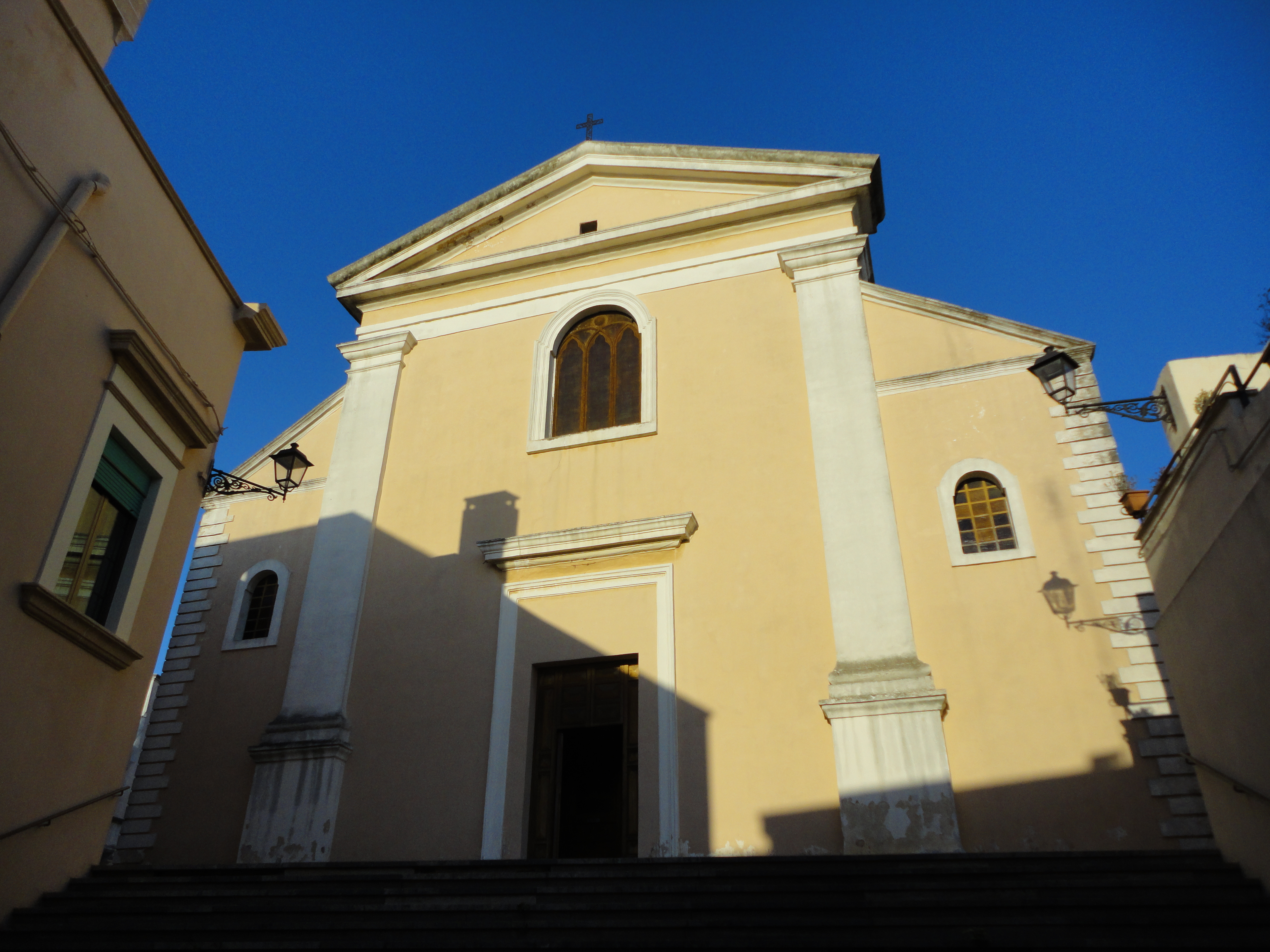
Iglesia matriz

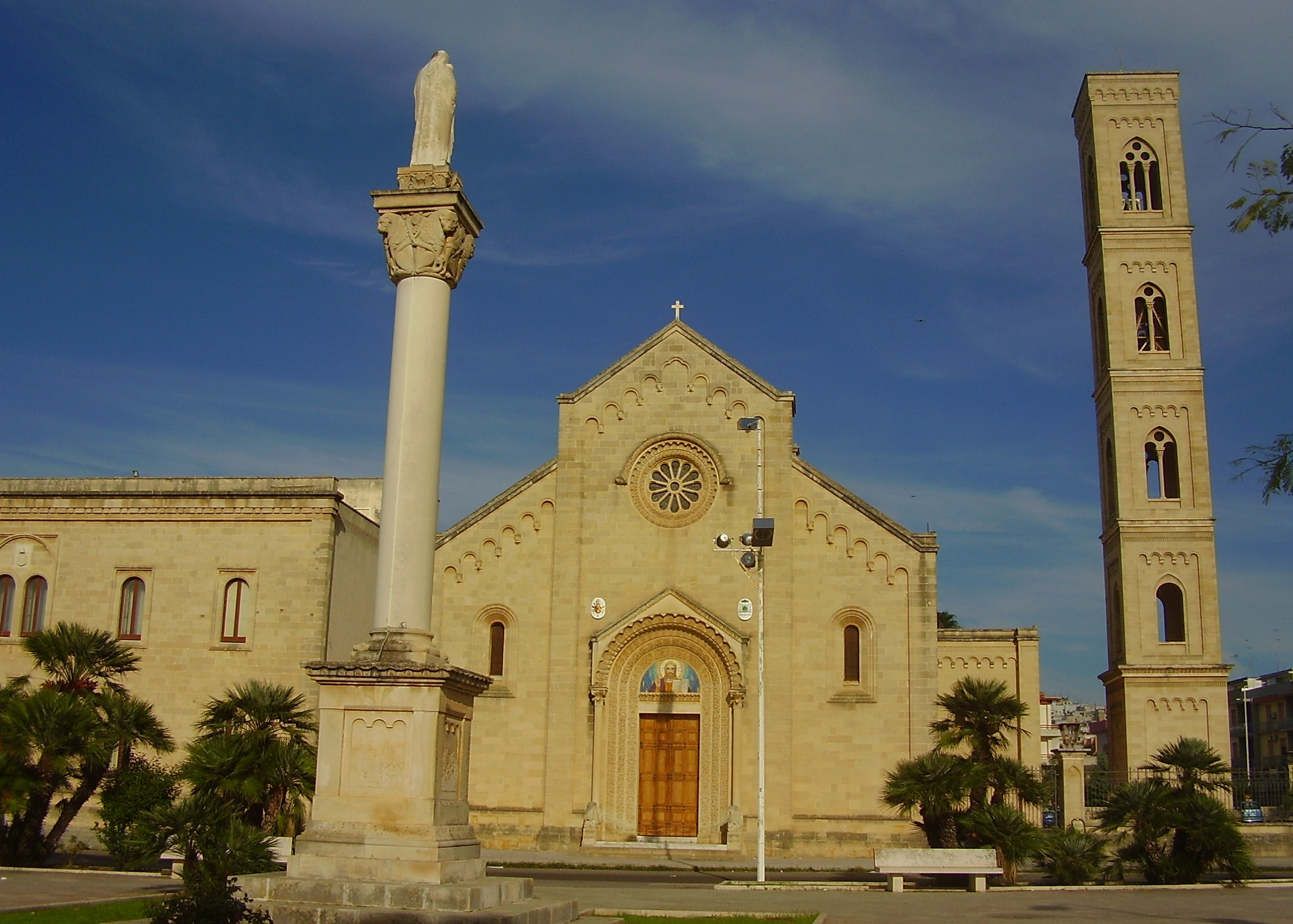
Basílica Madonna della Coltura

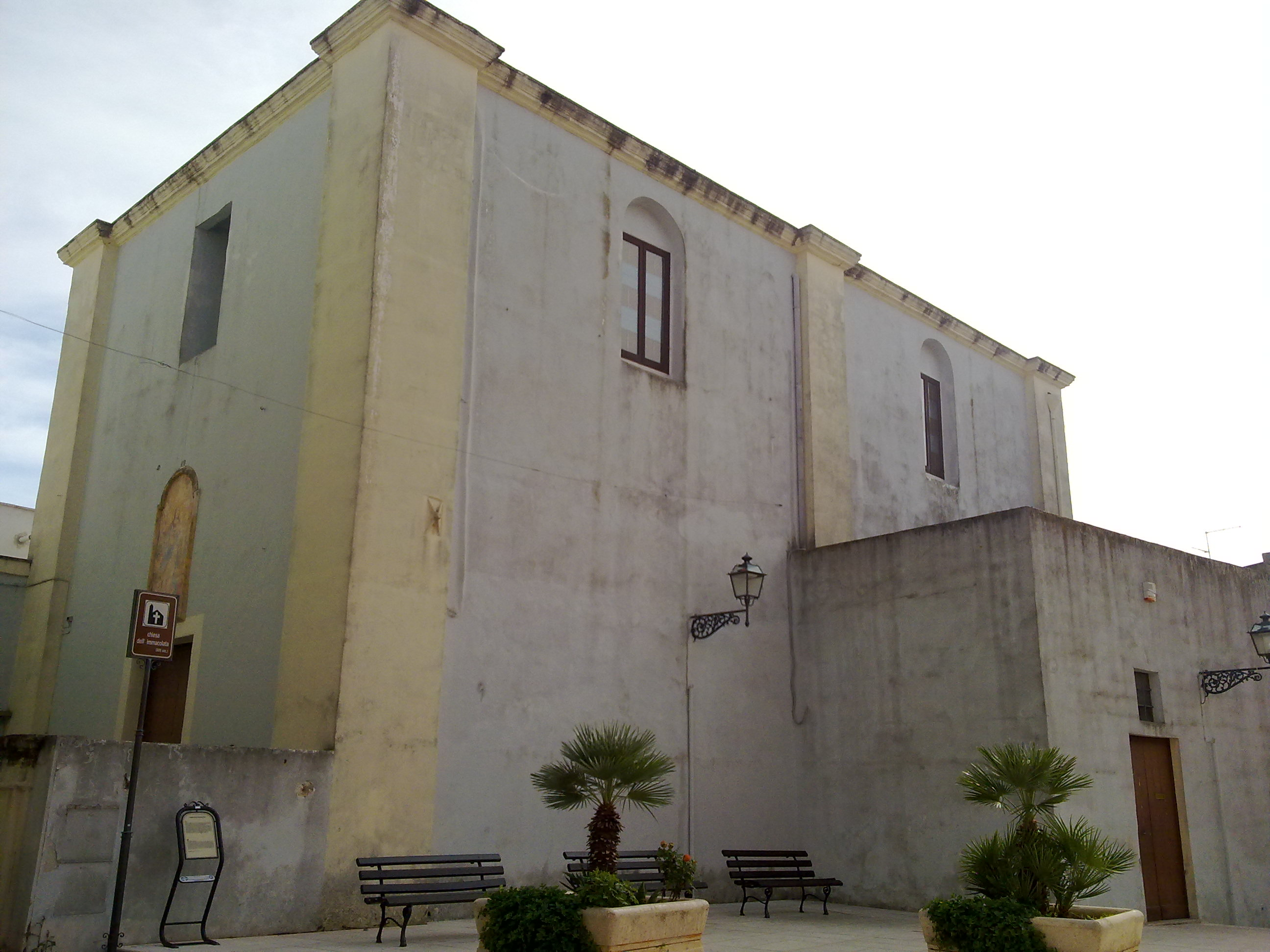
Iglesia de la Immaculada

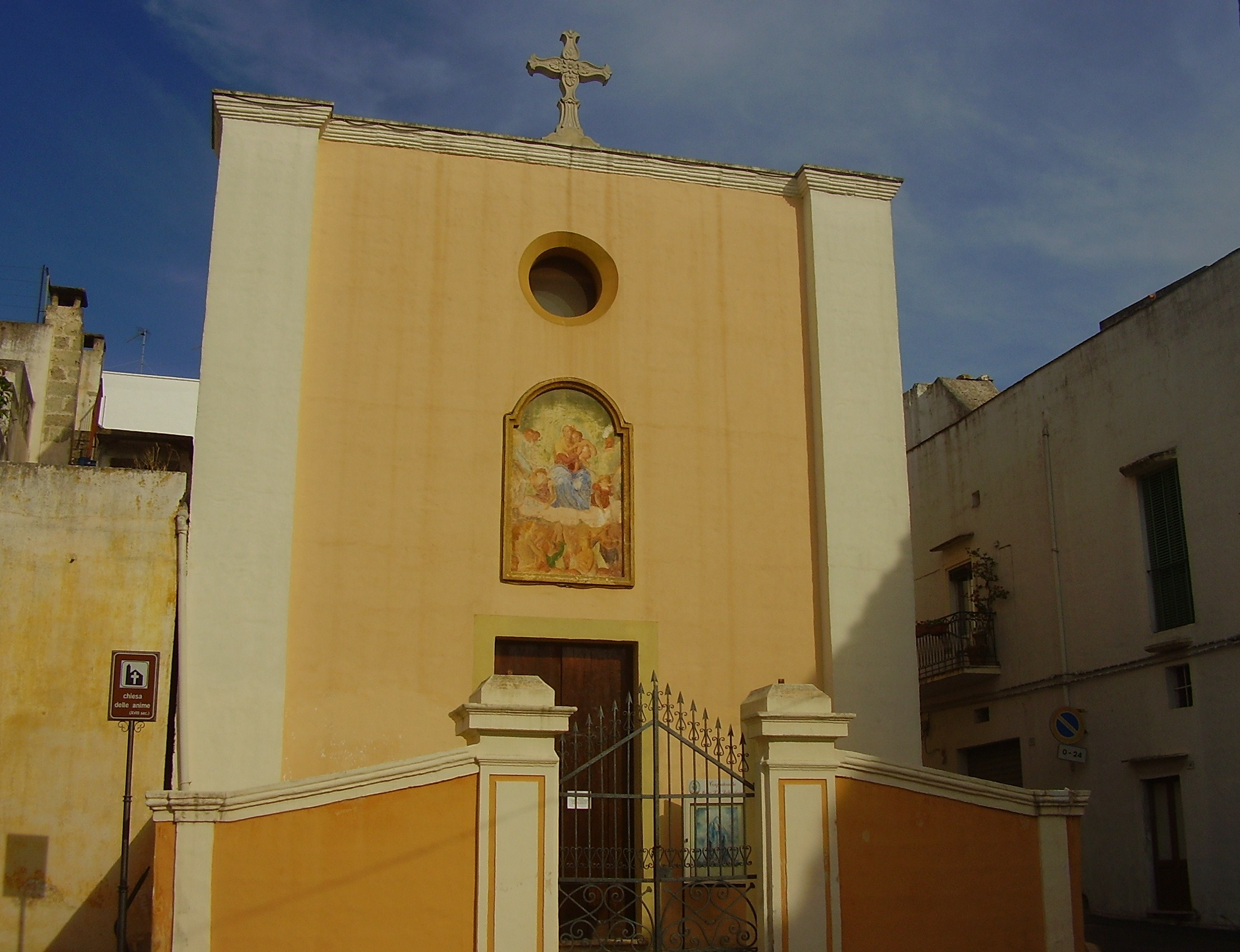
Iglesia de las Ánimas

#### Iglesia de San Juan Bautista
La iglesia matriz de San Juan Bautista, Chiesa di San Giovanni Battista, pudo levantarse en el emplazamiento de una iglesia del siglo XIII dedicada a San Blas. Ampliada varias veces a lo largo de los siglos, adquirió su aspecto actual tras las ampliaciones de 1853 que determinó el alargamiento del edificio y la consiguiente reconstrucción de la fachada. Tiene planta de tres naves con altares que datan de finales del siglo XV al XVIII. En la intersección de las naves y el crucero se eleva una cúpula octogonal que cubre el presbiterio. La iglesia guarda los restos de San Vicente Mártir, legionario romano, procedentes de las catacumbas de Commodilla en Roma, donados a la familia Ferrari en 1737 y posteriormente por la duquesa Lucia la Greca a la parroquia en 1851.

#### Basílica Santuario de la Madonna della Coltura
La basílica santuario de la Madonna della Coltura, Nuestra Señora de la Cosecha, se construyó entre 1913 y 1942 según un diseño del arquitecto Napoleone Pagliarulo. Se levanta sobre una iglesia anterior de principios del siglo XVII, construida a su vez sobre las ruinas de una antigua capilla del siglo XIV. En la década de 1970, Gaetano Leopizzi, un conocido empresario de Parabas, consolidó y amplió la basílica con capillas laterales y un campanario. En el interior hay un fresco bizantino de los siglos XI-XII que representa a la Virgen con el Niño. El icono procede de una laura basiliana, muy probablemente del cercano asentamiento monástico de San Eleuterio, en la campiña de la vecina Matino. Otras posibilidades, aunque más remotas, son la cripta de S. Marina y la cripta de Cirlicì. La inscripción en griego del fresco, difícil de traducir, invoca quizás a María como portera, guardiana de la laura. Del lugar donde se encontró tomó el nombre de Madonna della Coltura. El templo fue elevado a santuario mariano diocesano el 15 de mayo de 1949 por el obispo Francesco Minerva y elevado a basílica menor el 1 de septiembre de 1999 por Juan Pablo II.

#### Iglesia de la Inmaculada Concepción
La iglesia de la Inmaculada Concepción data del siglo XVI, pero fue reconstruida posteriormente y la estructura actual data de la segunda mitad del siglo XVII. Es una de las tres iglesias del centro histórico de la ciudad y presenta una fachada sobria y lineal compuesta por un portal de entrada, rematada por un fresco de la santa titular, colocado en eje con el ventanal. El interior, de una sola nave rectangular, se caracteriza por suntuosos estucos y frescos barrocos que decoran toda la superficie con motivos florales, volutas y conchas. Grandes medallones albergan pinturas que representan a los cuatro evangelistas, santos, papas y escenas de la vida de la Virgen. En la pared del fondo se encuentra el altar mayor barroco con incrustaciones, columnas salomónicas y capiteles; en el centro está la pintura de la Inmaculada Concepción.

#### Iglesia de las Ánimas del Purgatorio
La Iglesia de las Ánimas del Purgatorio, cuyo nombre más correcto es Santa Maria Liberatrice, data de las primeras décadas del siglo XVIII. El documento más antiguo que atestigua la existencia de esta iglesia data del 25 de noviembre de 1738 y es un informe de monseñor Francesco Carafa redactado tras una visita pastoral.
Presenta una sencilla fachada enmarcada por dos poderosas pilastras que cierran el portal coronado por un fresco de la Virgen de las Almas del Purgatorio y una pequeña ventana circular. El interior, de una sola nave, consta de dos tramos con bóveda separados por una pilastra. En el coro, en el que se aloja un órgano de tubos del siglo XIX. El presbiterio, recientemente pintado al fresco con imágenes que recuerdan episodios de los Evangelios, alberga el altar mayor de piedra de Lecce con la pintura del santo titular en el centro.
La iglesia, oficiada por la Cofradía de las Ánimas, también sirvió durante mucho tiempo de cementerio municipal antes de que se promulgara la normativa sobre cementerios en 1804 según el Edicto de Saint-Cloud.

#### Iglesia del Crucifijo y Convento de los Alcantarinos
La iglesia del Crucifijo, con el contiguo convento de los Alcantarinos, es un complejo conventual fundado en 1731 tras el asentamiento de los frailes que buscaba la Universitas local.
La iglesia, más conocida con el nombre de San Pascual, refleja la regla de humildad y sencillez de la orden. La sobria fachada, que termina con un tímpano no muy esbelto, se caracteriza por un portal central flanqueado por dos pequeñas ventanas y rematado por una ventana central más grande; a los lados hay dos edículos pintados al fresco con imágenes de San Pascual Bailón y San Pedro de Alcántara. El interior, de una sola nave que termina en el presbiterio con bóveda de lunetos, alberga un valioso altar mayor de piedra de Lecce finamente tallado y decorado con estatuas, estucos y esculturas. En la nave, con suelo de baldosas, hay varios altares, entre ellos uno dedicado a Santa Filomena (construido por la duquesa Lucia la Greca en 1837), un belén de cartón piedra del siglo XVIII y un órgano de tubos.
Al convento, también sencillo en sus líneas arquitectónicas, se entra por un portal precedido de un pronaos con baldaquino sobre el que se alzaban tres estatuas, robadas en tiempos recientes. En lo alto de la fachada se encuentra la logia cubierta con arcos ojivales apuntados en la que los monjes pasaban sus momentos de meditación. Suprimida por primera vez en 1809 con las leyes subversivas de Joaquín Murat, fue finalmente abandonado en 1866.

### Arquitectura civil
- Palacio de Alfonso o (Branai) Castriota, siglo XVI
- Palacio de los Venezianos, fines siglo XV
- Palacio Ferrari, siglo XVI
- Palacio Vinci, siglo XV
- Palacio Lopez Y Royo, siglo XVI
- Palacio Ramis, siglo XVI

## Evolución demográfica
| Gráfica de evolución demográfica de Parabita entre 1861 y 2001 |
|                                                                |
| Fuente ISTAT - elaboración gráfica de Wikipedia                |